# 340 Едуарда
340 Едуа́рда (340 Eduarda) — астероїд головного поясу, відкритий 25 вересня 1892 року Максом Вольфом.